# Такфиризм

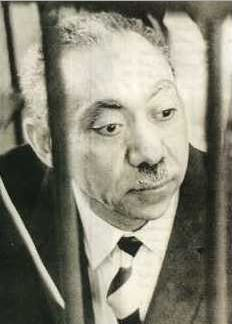
Радикальная интерпретация сочинений Сайида Кутба (на илл.) привела к зарождению такфиризма

Такфиризм (араб. تكفير‎, такфир + изм) — радикальная исламистская идеология. Главным отличием такфиризма от других исламистских течений является обвинение мусульман в неверии (куфр). Среди такфиристов встречаются как террористы, так и те, кто избегает насильственных действий. В русскоязычной литературе приверженцев такфиризма называют такфиристы, такфириты или такфировцы.

## История
Среди ранних мусульманских школ вопрос о внешних признаках перехода человека из ислама в неверие породил различные, иногда даже противоречащие друг другу мнения. Впервые проблема такфира была поднята хариджитами во время правления халифа Али ибн Абу Талиба. Когда Али решил достичь примирения с противоборствующей стороной посредством третейского суда, часть сторонников халифа объявила третейский суд противоречащим шариату, ибо судить, по их мнению, мог только Аллах. Али ответил на это тем, что третейский суд никак не противоречит божественным законам, ибо суд осуществляют судьи из числа людей на основании законов Бога. После этого часть сторонников Али объявила его и верных ему людей «неверными» и покинула халифа, тем самым положив начало секте хариджитов (хаваридж — букв. «покинувшие»). Известно, что первая такфиристская организация «ат-Такфир ва-ль-Хиджра» из-за схожести с этим течением была прозвана СМИ «хариджитами XX века».
Истоки такфиризма лежат в египетских политических тюрьмах и в интерпретациях сочинений идеолога «Братьев-мусульман» Сайида Кутба. После второй волны насилия в отношении членов «Братьев-мусульман» в 1960-х годах, некоторые молодые члены организации стали придерживаться более радикального понимания книг Сайида Кутба, в особенности после его казни в 1966 году. Лидеры «Братьев-мусульман» выступили против такфиристских интерпретаций слов Кутба и даже сумели «вернуть» некоторых такфиристов и их лидеров, но эти меры оказались не совсем успешными.
В 1968—1971 годах лидеры «Братьев-мусульман» в лице Мамуна аль-Худайби, Умара ат-Тилмисани, Мустафы Машхура и Мухаммеда Махди Акифа организовали интенсивную деятельность, целью которой стали: борьба с такфиристской интерпретацией трудов Сайида Кутба, препятствование распространению такфиризма среди членов «Братьев-мусульман» и лишение легитимности вооружённого крыла «Братьев-мусульман». Лидеры «Братьев-мусульман» не сумели монополизировать право интерпретировать книги Кутба и первая цель не была достигнута. Вторая цель была достигнута лишь частично: аль-Худайби сумел убедить лидера новообразованной такфиристской группы Али Исмаила вернуться в лоно «Братьев-мусульман», но группа последователей Али Исмаила продолжила существовать уже под руководством другого выходца из «Братьев» — Шукри Мустафы. Вопрос о вооружённых формированиях «Братьев-мусульман» был встречен интенсивными дискуссиями, финальные стадии которых прошли в тюрьме Тура в 1971 году. Целью дискуссий было убедить членов братства в том, что вооружённые выступления против правящего режима не узаконены исламом.
В начале 1970-х годов появилась первая независимая организация такфиристов — «Общество мусульман», которая более известна как «ат-Такфир ва-ль-Хиджра» («Обвинение в неверии и переселение»). Изначально «Общество мусульман» было мирной организацией, но как реакция на репрессивные меры со стороны египетской полиции, в середине 1970-х годов члены этой организации стали прибегать к насилию. Такфиристы захватили в заложники министра вакуфов Мухаммеда Хусейна ад-Дахаби и убили его после отказа освободить своих сторонников из тюрем. Около 400 такфиристов были арестованы после стычки с представителями спецслужб. Пять лидеров организации, в том числе Мустафа Шукри, были казнены в марте 1978 года.
В значительной степени такфиризм и джихадизм являются продуктом репрессивного авторитаризма в Египте и ряда неудач египетского режима в деле направления политической оппозиции в стране в мирное русло, начиная с 1952 года. Позднее эти идеологии были экспортированы в остальные арабские страны, а затем и в другие части мира.
Известно, что Сайид Кутб в определённой мере повлиял на Усаму бен Ладена, но последний не воспринял идеологию Кутба полностью. Несмотря на то, что западные и мусульманские критики пытаются повесить на Бен Ладена ярлык такфиризма, по мнению бывшего агента ЦРУ Майкла Шойера, он последовательно отвергал такфиристскую философию. Подтверждением этому является тот факт, что такфиристы три раза пытались убить Усаму бен Ладена. Находясь в Судане, Усама бен Ладен разорвал все связи с алжирской «Вооружённой исламской группой» из-за их такфиризма.
Такфиризм-джихадизм является одной из многих идеологий, конкурирующих за гегемонию в исламском революционном движении. Его распространителями являются такие группировки, как «Аль-Каида», «Кавказский эмират», «Союз Исламского Джихада», «Исламское движение Узбекистана», «Джамаат Исламийя» и «Лашкаре-Тайба», которые образуют глобальный джихадистский революционный альянс. Также такфиризм является идеологией сомалийской группировки «Харакат аш-Шабаб».
В конце мая 2003 года в ходе мер по борьбе с терроризмом в Саудовской Аравии были арестованы трое богословов — Али аль-Худейр, Ахмад аль-Халиди и Наср аль-Фахд, которых саудовские СМИ прозвали «такфиритской троицей» (араб. الثالوث التكفيري‎) из-за того, что те в своих фетвах объявляли неверными всех мусульман, которые отклонились от «чистого» (в их понимании) ислама.
Термин «такфиристы», наряду с другими прозвищами («насибиты», «омейяды», «ваххабиты»), используется шиитами, которые участвуют в гражданской войне в Сирии, в отношении противостоящих им суннитов.
Такфиризм являлся составляющей частью идеологии самопровозглашённого «Исламского государства». Его распространение внутри ИГ вызвало идеологический конфликт, противоположив его последователей умеренной фракции во главе с Турки аль-Бинали.
Важнейшими составляющими философии выдающегося идеолога джихадизма современности Абу Мухаммада аль-Макдиси являются строгий монотеизм (таухид) и такфиризм. Книгу аль-Макдиси «Миллет Ибрахим», которую перевёл на русский язык один лидеров исламистского подполья на Северном Кавказе Анзор Астемиров, многие мусульмане и даже некоторые исламисты критиковали за чрезмерность в вопросе выведения из лона ислама. В своих поздних трудах аль-Макдиси рассматривал суждение о неверии более тонким образом.

## Идеология
Основой такфиризма является обвинение в неверии (куфр) целых мусульманских общин. Именно это является главным отличием такфиризма от других исламистских течений. Хотя существует определённая путаница между салафитами, джихадистами и такфиристами, такфиризм имеет достаточно отличий от вышеупомянутых течений. Салафиты хоть и являются такими же ультраконсервативными мусульманами, как и такфиристы, отличаются от них неприятием насилия. По определению Роберта Бэра, слово «такфирист» обычно относится к тем из мусульман-суннитов, «которые видят мир чёрно-белым: есть истинно верующие и есть неверующие, без каких-либо промежуточных оттенков», а их целью является возрождение Халифата в соответствии с буквальным толкованием Корана.
Учение Шукри Мустафы, основанное на поверхностной интерпретации священных текстов, гласило, что весь мир впал в джахилию (первобытное невежество), ибо не осталось «истинных» мусульман, конечно же, за исключением его последователей. Все представители мусульманского мира были объявлены «неверными», а для ставших неверными шариат предполагает только одно наказание — смерть. Следуя примеру пророка Мухаммеда, который покинул языческую Мекку и переселился в Медину, Мустафа Шукри разместил своих последователей в пещерах Верхнего Египта и коммунальных квартирах. Лидер такфиристов планировал увеличить число своих единомышленников и захватить с их помощью Египет, чтобы сместить «джахилию» и установить «истинный» ислам.
В отличие от джихадизма, такфиризм может быть насильственным или ненасильственным. Ненасильственные такфиристы стараются проводить свою жизнь в изолированных местностях, как это делали члены джамаата «ат-Такфир ва-ль-Хиджра» в пустынях Египта в начале 1970-х годов. Сторонники насильственных методов могут выбирать в качестве жертв даже женщин и детей, как это делала «Вооружённая исламская группа» в Алжире. Демократия является неприемлемой для такфиристов, даже участие в выборах и голосование в глазах такфиристов может стать «доказательством» для вынесения такфира.
Журналист Клод Салхани проводит аналогию между такфиристами и коммунистами 1940—1990-х годов: в частности, бескомпромиссность к оппонентам и всеобъемлющий контроль всех сфер частной жизни; основное отличие заключается в идеологии. Такфиристов также можно сравнить с Красными кхмерами, которые убивали людей для «очищения» Камбоджи, или террористами, устроивших взрыв в Оклахома-Сити. Большинство мусульман, занимающихся терроризмом, являются именно такфиристами, но это не значит, что каждый такфирист является террористом.

## Критика
Такфиризм считается[кем?] еретическим нововведением (бида) в исламе. В 2005 году по инициативе иорданского короля Абдаллы II больше пяти сотен богословов и мусульманских политических лидеров из ОИС и ЛАГ подписали «Амманское послание», которое объявило такфиризм «незаконным».
Как и христианский фундаментализм, породивший белый супремасизм, салафитский ислам стал источником для такфиризма. Однако это не означает, что салафизм сам по себе является причиной такфиризма. Основной жертвой такфиристов являются сами салафиты. Скотт Атран, антрополог, специализирующийся на теме терроризма, считает, что самыми эффективными противниками насильственного джихада такфиристов являются строгие салафитские школы Индонезии, Египта, Саудовской Аравии и Йемена.